# ダン・フッカー
￼ダン・フッカー（Dan Hooker、1990年2月13日 - ）は、ニュージーランドの男性総合格闘家。オークランド出身。シティ・キックボクシング所属。UFC世界ライト級ランキング6位。ダニエル・フッカーとも表記される。

## 来歴
友人の影響で格闘技に興味を持ち、2009年3月にプロ総合格闘技デビュー。また、プロキックボクシングでも活躍しており、9勝3敗1分の記録を持つ。

### UFC
2014年6月28日、UFC初参戦となったUFC Fight Night: Te Huna vs. Marquardtでイアン・エントウィッスルと対戦し、1RTKO勝ち。
2015年5月10日、UFC Fight Night: Miocic vs. Huntで日沖発と対戦し、左ハイキックからのパンチ連打でダウンを奪い、追撃のパウンドで2RKO勝ち。パフォーマンス・オブ・ザ・ナイトを受賞した。
2017年6月11日、ライト級転向初戦となったUFC Fight Night: Lewis vs. Huntでロス・ピアソンと対戦し、右膝蹴りで2RKO勝ち。パフォーマンス・オブ・ザ・ナイトを受賞した。
2018年12月15日、UFC on FOX 31でライト級ランキング5位のエジソン・バルボーザと対戦し、3Rに左ボディーブローでTKO負け。
2019年7月20日、UFC on ESPN: dos Anjos vs. Edwardsでライト級ランキング15位のジェームス・ヴィックと対戦し、左フックでダウンを奪い、パウンドで1RKO勝ち。パフォーマンス・オブ・ザ・ナイトを受賞した。
2019年10月6日、UFC 243でライト級ランキング6位のアル・アイアキンタと対戦し、全局面で圧倒して3-0の判定勝ち。試合後のインタビューでダスティン・ポイエーに対戦をアピールした。
2020年2月23日、UFC Fight Night: Felder vs. Hookerでライト級ランキング6位のポール・フェルダーと対戦し、2-1の5R判定勝ち。ファイト・オブ・ザ・ナイトを受賞した。
2020年6月27日、UFC on ESPN: Poirier vs. Hookerでライト級ランキング3位のダスティン・ポイエーと対戦し、0-3の5R判定負け。敗れはしたものの、2試合連続のファイト・オブ・ザ・ナイトを受賞した。
2021年1月24日、UFC 257で元Bellator世界ライト級王者マイケル・チャンドラーと対戦し、左フックでダウンを奪われパウンドで1RTKO負け。
2021年10月30日、UFC 267でライト級ランキング5位のイスラム・マカチェフと対戦し、キムラロックで1Rテクニカル一本負け。
2022年3月19日、フェザー級復帰戦となったUFC Fight Night: Volkov vs. Aspinallでフェザー級ランキング7位のアーノルド・アレンと対戦し、スタンドパンチ&肘打ち連打で1RTKO負け。
2023年7月8日、UFC 290でライト級ランキング11位のジェイリン・ターナーと対戦し、2-1の判定勝ち。この試合はターナーの体重超過により、158ポンドのキャッチウェイト契約で行われた。試合後、フッカーは右前腕と右頬骨を骨折していたことが判明した。
2024年8月18日、1年1カ月ぶりの復帰戦となったUFC 305でライト級ランキング5位のマテウス・ガムロットと対戦し、2-1の判定勝ち。ファイト・オブ・ザ・ナイトを受賞した。

## 人物・エピソード
- 2018年に自身のジム「コンバット・アカデミー」を開いた。
- 既婚者であり、女児を一人設けている。

## 戦績
| 総合格闘技 戦績 | 総合格闘技 戦績 | 総合格闘技 戦績 | 総合格闘技 戦績 | 総合格闘技 戦績 | 総合格闘技 戦績 | 総合格闘技 戦績 |
| --------------- | --------------- | --------------- | --------------- | --------------- | --------------- | --------------- |
| 36 試合         | (T)KO           | 一本            | 判定            | その他          | 引き分け        | 無効試合        |
| 24 勝           | 11              | 7               | 6               | 0               | 0               | 0               |
| 12 敗           | 3               | 3               | 6               | 0               | 0               | 0               |

| 勝敗 | 対戦相手                 | 試合結果                                 | 大会名                                      | 開催年月日     |
| ○    | マテウス・ガムロット     | 5分3R終了 判定2-1                        | UFC 305: du Plessis vs. Adesanya            | 2024年8月18日  |
| ○    | ジェイリン・ターナー     | 5分3R終了 判定2-1                        | UFC 290: Volkanovski vs. Rodríguez          | 2023年7月8日   |
| ○    | クラウディオ・プエレス   | 2R 4:06 TKO（ボディへの右前蹴り）        | UFC 281: Adesanya vs. Pereira               | 2022年11月12日 |
| ×    | アーノルド・アレン       | 1R 2:33 TKO（スタンドパンチ&肘打ち連打） | UFC Fight Night: Volkov vs. Aspinall        | 2022年3月19日  |
| ×    | イスラム・マカチェフ     | 1R 2:25 キムラロック                     | UFC 267: Błachowicz vs. Teixeira            | 2021年10月30日 |
| ○    | ナスラット・ハクパラスト | 5分3R終了 判定3-0                        | UFC 266: Volkanovski vs. Ortega             | 2021年9月25日  |
| ×    | マイケル・チャンドラー   | 1R 2:30 TKO（左フック→パウンド）         | UFC 257: Poirier vs. McGregor 2             | 2021年1月24日  |
| ×    | ダスティン・ポイエー     | 5分5R終了 判定0-3                        | UFC on ESPN 12: Poirier vs. Hooker          | 2020年6月27日  |
| ○    | ポール・フェルダー       | 5分5R終了 判定2-1                        | UFC Fight Night: Felder vs. Hooker          | 2020年2月23日  |
| ○    | アル・アイアキンタ       | 5分3R終了 判定3-0                        | UFC 243: Whittaker vs. Adesanya             | 2019年10月6日  |
| ○    | ジェームス・ヴィック     | 1R 2:33 KO（左フック→パウンド）          | UFC on ESPN 4: dos Anjos vs. Edwards        | 2019年7月20日  |
| ×    | エジソン・バルボーザ     | 3R 2:19 KO（左ボディブロー）             | UFC on FOX 31: Lee vs. Iaquinta 2           | 2018年12月15日 |
| ○    | ギルバート・バーンズ     | 1R 2:28 KO（左フック）                   | UFC 226: Miocic vs. Cormier                 | 2018年7月7日   |
| ○    | ジム・ミラー             | 1R 3:00 KO（右膝蹴り）                   | UFC Fight Night: Barboza vs. Lee            | 2018年4月21日  |
| ○    | マルク・ディアケイジー   | 3R 0:42 ギロチンチョーク                 | UFC 219: Cyborg vs. Holm                    | 2017年12月30日 |
| ○    | ロス・ピアソン           | 2R 3:02 KO（右膝蹴り）                   | UFC Fight Night: Lewis vs. Hunt             | 2017年6月11日  |
| ×    | ジェイソン・ナイト       | 5分3R終了 判定0-3                        | UFC Fight Night: Whittaker vs. Brunson      | 2016年11月26日 |
| ○    | マーク・エディーヴァ     | 1R 1:24 ギロチンチョーク                 | UFC Fight Night: Hunt vs. Mir               | 2016年3月19日  |
| ×    | ヤイール・ロドリゲス     | 5分3R終了 判定0-3                        | UFC 192: Cormier vs. Gustafsson             | 2015年10月3日  |
| ○    | 日沖発                   | 2R 4:13 KO（左ハイキック→パウンド）      | UFC Fight Night: Miocic vs. Hunt            | 2015年5月10日  |
| ×    | マキシモ・ブランコ       | 5分3R終了 判定0-3                        | UFC Fight Night: Hunt vs. Nelson            | 2014年9月20日  |
| ○    | イアン・エントウィッスル | 1R 3:34 TKO（グラウンドの肘打ち）        | UFC Fight Night: Te Huna vs. Marquardt      | 2014年6月28日  |
| ○    | ニック・パターソン       | 3R 0:34 TKO（パウンド）                  | AFC 6 【AFCライト級タイトルマッチ】         | 2013年8月24日  |
| ○    | ラスティ・マクブライド   | 1R 1:31 リアネイキドチョーク             | AFC 5 【AFCライト級タイトルマッチ】         | 2013年5月10日  |
| ○    | シーレ・クボニ           | 1R 2:53 三角絞め                         | Shuriken MMA: Clash of the Continents       | 2012年10月13日 |
| ○    | ウー・チェンジー         | 1R 3:44 TKO（ドクターストップ）          | Legend FC 9                                 | 2012年6月16日  |
| ○    | ラスティ・マクブライド   | 2R 3:57 TKO（ドクターストップ）          | AFC 3 【AFCライト級タイトルマッチ】         | 2012年4月14日  |
| ×    | ウー・ハオシャン         | 2R 4:52 リアネイキドチョーク             | Legend FC 8                                 | 2012年3月30日  |
| ○    | 石塚雄馬                 | 5分3R終了 判定3-0                        | AFC 2                                       | 2011年9月3日   |
| ○    | スコット・マクレガー     | 1R 4:42 ギロチンチョーク                 | SFC 8 【SFC南太平洋ライト級タイトルマッチ】 | 2011年7月30日  |
| ×    | ロブ・リシータ           | 5分3R終了 判定1-2                        | SCF 6 【SFC南太平洋ライト級タイトルマッチ】 | 2010年7月3日   |
| ×    | ソニー・ブラウン         | 2R 2:00 リアネイキドチョーク             | Rize 4                                      | 2010年3月27日  |
| ○    | 安田けん                 | 1R 3:12 TKO（パンチ連打）                | Rize 3                                      | 2009年12月5日  |
| ○    | アダム・キャリバー       | 1R 2:52 腕ひしぎ十字固め                 | SCF 4                                       | 2009年11月14日 |
| ×    | アダム・キャリバー       | 5分3R終了 判定1-2                        | SCF 3                                       | 2009年7月25日  |
| ○    | マイク・テイラー         | 1R 0:48 リアネイキドチョーク             | SCF 2                                       | 2009年3月7日   |

## 獲得タイトル
- AFCライト級王座（2012年）
- SFC南太平洋ライト級王座（2010年）

## 表彰
- UFCファイト・オブ・ザ・ナイト（2回）
- UFCパフォーマンス・オブ・ザ・ナイト（3回）